# Prairiegors
De prairiegors (Calamospiza melanocorys) is een zangvogel uit de familie Emberizidae (gorzen).

## Verspreiding en leefgebied
Deze soort komt voor in westelijk Canada en de westelijke Verenigde Staten en overwintert in noordelijk Mexico.